# Hessen (Wuppertal)
Hessen ist eine Ortslage im Norden der bergischen Großstadt Wuppertal. Nach Gründung des Wohnplatzes Am neuen Hessen südlich der Ursprungssiedlung etablierte sich auch die Bezeichnung Am alten Hessen.

## Lage und Beschreibung
Die Ortslage liegt auf einer Höhe von 275 m ü. NHN am heutigen Westfalenweg Ecke Hainstraße im Norden des Wohnquartiers Nevigeser Straße im Stadtbezirk Uellendahl-Katernberg. Unmittelbar benachbart ist Metzmachersrath. Weitere benachbarte Ortslagen sind Grenze Jagdhaus, In den Birken, Pfaffenhaus, Am Anschlag, Röttgen, Elsternbusch und Oberer Vogelsang. Bei der Ortslage befindet sich die katholische Kirche Christ König, südlich liegt die Kleingartenanlage Am neuen Hessen. In Hessen entspringt der Briller Bach.

## Geschichte
Bei Hessen kreuzte sich die alte Straße von Elberfeld nach Neviges (heute Hainstraße) und der Kohlenweg, der als Höhenweg in Ost-West-Richtung verlief (heute Westfalenweg).
1832 gehörte Hessen zur Katernberger Rotte des ländlichen Außenbezirks des Kirchspiels und der Stadt Elberfeld. Der laut der Statistik und Topographie des Regierungsbezirks Düsseldorf als Kotten kategorisierte Ort wurde als am Hessen bezeichnet und besaß zu dieser Zeit fünf Wohnhäuser und drei landwirtschaftliche Gebäude. Zu dieser Zeit lebten 49 Einwohner im Ort, davon einer katholischen und 48 evangelischen Glaubens. Für 1815/16 wird keine Einwohnerzahl genannt.
Auf dem Wuppertaler Stadtplan von 1930 wird die Ortslage als Am alten Hessen bezeichnet.